# Unione Sportiva Fucecchio
L'Unione Sportiva Fucecchio, meglio noto come Fucecchio, è una società calcistica italiana con sede nella città di Fucecchio, in provincia di Firenze.

## Storia
Il calcio a Fucecchio si è sempre alternato con varie denominazioni, presidenti, categorie e stagioni più o meno esaltanti, antiche ricerche infatti sanciscono il 1903 come l'anno della fondazione della prima squadra fucecchiese.
Dati certi si hanno a partire dagli anni 1938-1939, anni in cui con la denominazione di "SAFFA Fucecchio", nome derivante dalla locale fabbrica di fiammiferi, chiusa da alcuni decenni, la squadra prese parte al campionato di Serie C 1937-1938, piazzandosi 13ª, al campionato di Serie C 1938-1939, stagione dalla quale però la società si ritirò, e alla Coppa Italia 1937-1938.
Successivamente la squadra fucecchiese tornerà a disputare campionati di rilevanza nazionale intorno al secondo dopoguerra, con una nuova denominazione, quella di "Vigor Fucecchio", prendendo parte alla Serie C 1947-1948, ove si classificò 2ª, nella Serie C 1948-1949, dove invece si classificò 9ª, e in Serie C 1949-1950, classificandosi però 21ª senza riuscire ad evitare la retrocessione in Promozione (oggi Serie D), prendendo parte al campionato di Promozione 1950-1951, arrivando 5ª ma andando incontro a difficoltà finanziarie, tanto che l'antica società prebellica scomparve per sempre.

### La rinascita dell'U.S. Fucecchio
La società tornerà nel Campionato Interregionale sulla cresta degli anni 1980, con la denominazione di "U.S. Fucecchio 1903", prendendo parte al Campionato Interregionale 1981-1982, dove conquistò il 3º posto, sotto la guida tecnica di Cesare Meucci, al Campionato Interregionale 1982-1983, piazzandosi 9º, al Campionato Interregionale 1983-1984, dove conquistò un sofferto 13º posto e al
Campionato Interregionale 1984-1985, campionato che ne sancì la retrocessione essendosi classificata 15ª.
Nella stagione 1985-1986, disputerà il campionato di Promozione Toscana, (che fino al 1991 ha corrisposto all'attuale Eccellenza Toscana), classificandosi 7ª, nella stagione successiva 1986-1987, sempre nella medesima categoria, la squadra terminerà al 2º posto, non riuscendo a centrare la promozione per soli 2 punti.
Nella stagione 1987-1988 si piazzerà al 5º posto, nella stagione 1988-1989 arriverà 6ª, e nella stagione 1989-1990 si classificherà 9ª.
Nella stagione 1990-1991, classificandosi 3ª, sarà ammessa nella nuova serie, l'Eccellenza Toscana, disputandovi il campionato di Eccellenza Toscana 1991-1992, classificandosi però 16ª retrocedendo nell'attuale Promozione Toscana.
Promozione Toscana nella quale disputerà il campionato 1992-1993, ottenendo il 10º posto, il campionato 1993-1994 classificandosi 8ª, il campionato 1994-1995, piazzandosi al 3º posto, e il campionato 1995-1996, raggiungendo il 1º posto e la promozione nel campionato di Eccellenza Toscana.
Nel campionato di Eccellenza Toscana 1996-1997, otterrà la 4ª posizione, riuscendo tuttavia a vincere, sotto la guida di Giancarlo Favarin, la Coppa d'Eccellenza Toscana.
Nella stagione 1998-1999 otterrà la promozione nel Campionato Nazionale Dilettanti. Parteciperà alla Serie D 1999-2000 piazzandosi 10ª, in Serie D 2000-2001, piazzandosi 5ª, al campionato di Serie D 2001-2002 arrivando 3ª, e la stagione successiva in cui i tifosi bianconeri avranno due amari verdetti: la retrocessione del Fucecchio come ultima classificata, e la promozione in Serie C2 dei cugini del Cappiano Romaiano.

### La definitiva caduta dell'U.S. Fucecchio 1903 e la rinascita
Nella stagione 2003-2004 l'U.S. Fucecchio prende parte al campionato di Eccellenza Toscana, ottenendo una posizione di rincalzo (10ª), ma a fine stagione la società, ormai oppressa di debiti, è costretta a vendere il proprio titolo sportivo all'A.S.D. Castelfranco Stella Rossa.
Nello stesso anno è stata fondata una nuova società, l'AC Fucecchio, che è partita dal campionato di Terza Categoria.

## Cronistoria
Fonti:

## Società
- 1903-1914  Fucecchio
- 1914-1934  Vigor Fucecchio
- 1935-1939  SAFFA Fucecchio
- 1945-1946  Associazione Sportiva Fucecchiese
- 1946-1950  Vigor Fucecchio
- 1950-1998  Unione Sportiva Fucecchio
- 1998-2004  Unione Sportiva Fucecchio 1903

## Palmarès

### Competizioni regionali
- Promozione: 2

1980-1981 (girone B), 2016-2017 (girone C)
- Prima Categoria: 2

1963-1964 (girone C), 1964-1965 (girone C)
- Coppa Italia Dilettanti Toscana: 1

1996-1997